# فرودگاه هنالد رنچ
فرودگاه هنالد رنچ (به انگلیسی: Honald Ranch Airport) یک فرودگاه خصوصی است که یک باند فرود چمن دارد و طول باند آن ۴۵۷ متر است. این فرودگاه در شهر دلس، اورگن کشور ایالات متحده آمریکا قرار دارد و در ارتفاع ۷۴ متری از سطح دریا واقع شده‌است.